# VS-N
VS-N je serija talijanskih protu-tenkovskih mina okruglog plastičnog tijela koju je proizvodila Valsella. Osim u Italiji mine su se proizvodile i u Singapuru ali je proizvodnja danas prekinuta. Serija obuhvaća mine VS-2.2, VS-3.6 i SH-55 a sadrže malo metalnih dijelova. Modeli VS-2.2 i VS-3.6 mogu biti postavljeni i iz helikoptera. Ti modeli su u suštini isti osim što je VS-3.6 nešto veći dok je najveći model SH-55 koji ima nešto zaobljeniji oblik. Sve mine za aktivaciju koriste isti upaljač.

## Opis
Mine iz serije VS-N su okruglog oblika te su maslinasto zelene ili boje pijeska. Modeli VS-2.2 i VS-3.6 imaju isto okruglo tijelo dok je SH-55 više zaobljenijeg oblika te je veća i teža. VS-2.2 je relativno mala protu-tenkovska mina te je više namijenjena onesposobljavanju tenka nego njegovom uništenju za razliku od VS-3.6 i SH-55 koji služe totalnom uništenju tenkova i oklopnih vozila.

## Korisnici
Mine iz serije VS-N su pronađene u sljedećim zemljama:
- Afganistan: SH-55
- Kuvajt: VS-2.2
- Egipat: VS-2.2

## Vanjske poveznice
- VS-2.2
- VS-3.6
- SH-55